# Simon Cho
Simon Cho (* 7. Oktober 1991 in Seoul, Südkorea) ist ein US-amerikanischer Shorttracker.
Cho wurde im südkoreanischen Seoul geboren und begann dort im Alter von drei Jahren mit dem Eisschnelllaufen. Als er fünf Jahre alt war, zog die Familie in die Vereinigten Staaten nach Chicago, der Großteil seiner Verwandten blieb allerdings in Korea. 2000 zog er ein weiteres Mal um, diesmal nach Maryland, wo ein Jahr darauf der amerikanische Nationaltrainer Jimmy Jang auf ihn aufmerksam wurde und ihn von da an trainierte. Vor der Aufnahme Chos ins Nationalteam hatte der junge Athlet in der Saison 2005/06 die Aufgabe des Tempomachers, des sogenannten „Hasen“, für die Damenmannschaft. Dabei musste er seine Geschwindigkeit so einstellen, dass die Teamkolleginnen ihm zwar folgen konnten, sich aber dennoch anstrengen mussten. Obwohl der damals 14-Jährige nicht seine volle Kraft ausschöpfen konnte, war es, so sagt er heute, „seine Art mit dem Nationalteam zu trainieren“.
Nachdem Cho eine Saison als Tempomacher gearbeitet hatte, qualifizierte er sich zu Beginn des Winters 2006/07 erstmals für die A-Mannschaft und debütierte bei der Juniorenweltmeisterschaft 2007 auf internationaler Ebene. Als 47. belegte er zwar in der Gesamtwertung einen hinteren Platz, auf der 500-Meter-Einzelstrecke hatte er sich davor allerdings auf einem guten achten Rang platziert. Hinzu kam die Silbermedaille mit der Staffel, sodass sich der Nachwuchsathlet auch für das Weltcupteam empfahl. Bevor er zum ersten Mal in der wichtigsten Wettkampfserie im Shorttrack an den Start ging, zog er 2007 ein weiteres Mal um, diesmal nach Salt Lake City, wo er bis heute lebt. Auch hier wird er weiterhin von Jimmy Jang trainiert.
Sein Weltcupdebüt gab Simon Cho im Februar 2008, als er zum ersten Mal bei den beiden nordamerikanischen Weltcups eingesetzt wurde. Nach zwei Disqualifikationen über seine Paradedisziplin, die 500 Meter, erreichte er beim letzten Saisonrennen in Salt Lake City den siebten Platz unter mehr als 30 Teilnehmern und wurde damit bester Athlet seines Landes. In der Gesamtwertung über 500 Meter am Ende der Saison belegte er den 26. Rang. Während des darauffolgenden Winters fühlte sich der 17-Jährige „übertrainiert und verbraucht“, die Saison – ohne einen einzigen Weltcupeinsatz – sei ein „kompletter Misserfolg“ gewesen. Schließlich überzeugten ihn Freunde, weiterzumachen und dabei mehr auf seinen Körper zu achten.
Die gesamte Saison 2009/10 war wegen der Olympischen Winterspiele 2010 in Vancouver deutlich gekürzt und nach vorne verlegt worden, sodass die ersten Weltcups schon Ende September stattfanden. Noch vor diesen Rennen wurden die US Trials als Qualifikation für Olympia ausgetragen. Bei diesen Trials gewann Cho einen 500-Meter-Wettkampf, profitierte dabei von einem Sturz der Mitfavoriten Apolo Anton Ohno sowie John Celski und qualifizierte sich für die Olympischen Spiele. Der 18-Jährige, der erneut sein Karriereende in Anschluss an die Trials geplant hatte, meinte unmittelbar nach der Qualifikation: „Es war eine riesige Überraschung. Ich kann es noch gar nicht verstehen.“ Mit 18 Jahren ist Cho das jüngste bisher nominierte Mitglied der US-amerikanischen Olympiamannschaft. In der folgenden Weltcupsaison wurde er in drei der vier 500-Meter-Konkurrenzen eingesetzt und erreichte zweimal die Top Ten, mit einem vierten und einem sechsten Rang. In der Gesamtwertung dieses Winters belegte er als bester Amerikaner den achten Rang, unmittelbar vor dem nur wenige Punkte schlechteren Apolo Anton Ohno.
2012 gab Cho zu, während der World Short Track Speed Skating Team Championships 2011 in Warschau auf Drängen seines Trainers Jae Su Chun die Kufen seines kanadischen Konkurrenten Olivier Jean sabotiert zu haben. Der ISU-Disziplinarausschuss ahndete dies am 26. August 2013 mit einer zweijährigen Wettkampfsperre (5. Oktober 2012–4. Oktober 2014), was somit auch jede Hoffnung auf eine Teilnahme an den Olympischen Spielen 2014 zerschlug.